# Macrobiotus lissostomus
Macrobiotus lissostomus är en djurart som tillhör fylumet trögkrypare, och som beskrevs av Durante Pasa och Walter Maucci 1979. Macrobiotus lissostomus ingår i släktet Macrobiotus och familjen Macrobiotidae. Inga underarter finns listade i Catalogue of Life.